# Contea di Desha
La contea di Desha, in inglese Desha County, è una contea dello Stato dell'Arkansas, negli Stati Uniti. La popolazione al censimento del 2000 era di 15 341 abitanti. Il capoluogo di contea è Arkansas City. Il nome le è stato dato in onore del capitano Benjamin Desha, che partecipò alla guerra del 1812.

## Geografia fisica
La contea si trova nella parte orientale dell'Arkansas. L'U.S. Census Bureau certifica che l'estensione della contea è di 2123 km², di cui 1981 km² composti da terra e i rimanenti 142 km² composti di acqua.

### Contee confinanti
- Contea di Arkansas (Arkansas) - nord
- Contea di Phillips (Arkansas) - nord-est
- Contea di Bolivar (Mississippi) - est
- Contea di Chicot (Arkansas) - sud
- Contea di Drew (Arkansas) - sud-ovest
- Contea di Lincoln (Arkansas) - nord-ovest

### Principali strade ed autostrade
- U.S. Highway 65
- U.S. Highway 165
- U.S. Highway 278
- Highway 1
- Highway 4
- Highway 54

## Storia
La Contea di Desha venne costituita il 12 dicembre 1838.

## Città e paesi
- Arkansas City
- Dumas
- McGehee
- Mitchellville
- Reed
- Tillar
- Watson